# Alfred De Sève
Alfred De Sève (Alfred Desève, * 1858 in Saint-Henri, Québec; † 25. November 1927 in Montreal) war ein kanadischer Violinist, Musikpädagoge und Komponist.

## Leben und Wirken
De Sève hatte ersten Violinunterricht bei Oscar Martel und Frantz Jehin-Prume. 1876 ging er nach Paris, wo er zunächst kurze Zeit bei Pablo de Sarasate, dann bei Hubert Léonard und Lambert Massart studierte und schließlich drei Jahre Schüler von Henri Vieuxtemps war. Er begann eine erfolgreiche Konzertkarriere in Paris und wurde von der spanischen Königen Isabella II. zum Hofviolinisten ernannt.
1879 kehrte er nach Kanada zurück, wo er viele Konzerte gab und im Folgejahr die Pianistin Joséphine Bruneau heiratete, die auch seine Begleiterin wurde. 1881 ging er in die USA, wo er am New England Conservatory in Boston unterrichtete und 1891 Nachfolger von Calixa Lavallée als Chorleiter an der Holy Cross Cathedral wurde. Außerdem war er Konzertmeister des Boston Symphony Orchestra, mit dem er auch als Solist auftrat.
1899 ging er wieder nach Montreal, wo er privat und am McGill Conservatory Violine unterrichtete. Zu seinen Schülern zählten u. a. Alexander Brott, Noël Brunet, Albert Chamberland, Eugène Chartier, Marcel Saucier, Lucien Sicotte und Ethel Stark.
De Sève komponierte Werke für Violine und Klavier, für Klavier solo und für Klavier und Orchester. 1989 gründeten Philippe Djokic und Marcelle Mallette (Violine), Douglas McNabney (Viola) und Pierre Djokic (Cello) das De Sève Quartet.